# Лейн, Ребекка
Ребекка Лейн (англ. Rebecca Lane, род. 10 июля 1987, Форт-Уэрт) — американская порноактриса, лауреат премии AVN Awards.

## Биография
Родилась 10 июля 1987 года в Форт-Уэрте, Техас. Дебютировала в порноиндустрии в 2007 году, в возрасте около 20 лет.
Снималась для таких студий, как Wicked Pictures, Vivid Entertainment, Red Light District Video, New Sensations, Jules Jordan Video, Evil Angel, Digital Sin и других.
В 2009 году получила AVN Awards в номинации «самая скандальная сцена секса» за роль в Night of the Giving Head.
Ушла из индустрии в 2013 году, снявшись в 32 фильмах.

## Награды
| Год  | Награда    | Категория                     | Работа                   | Результат |
| ---- | ---------- | ----------------------------- | ------------------------ | --------- |
| 2009 | AVN Awards | Самая скандальная сцена секса | Night of the Giving Head | Победа    |

## Избранная фильмография
- Night of the Giving Head (2008)
- Titlicious[6] (2009)